# Семпронии
Семпрониите (на латински: Sempronii) са стара фамилия от патрицианския gens Sempronia в Римската Република.
Мъжете носят името Семпроний (Sempronius), a жените Семпрония (Sempronia).
Един офицер Семпроний става известен с това, че когато император Лициний завръзва 40 християни на колове в една студена нощ, той толкова е възхитен от тяхната вяра, че взема мястото на един вързан и така умира.
Семпрониите имат следните клонове: Атрацини, Софи, Блези, Тудицани, Гракхи, Лонги, Аселиони (Atratini, Sophi, Blaesi, Tuditani, Gracchi, Longi, Aselliones).

## Известни с това име
Семпронии Атрацини (от 5 век пр.н.е.)
- Авъл Семпроний Атрацин (консул 497 пр.н.е.), консул 497 и 491 пр.н.е.
- Авъл Семпроний Атрацин, консулски военен трибун 444 пр.н.е.
- Луций Семпроний Атрацин, консул 444 и цензор 443 пр.н.е.
- Авъл Семпроний Атрацин (трибун 425 пр.н.е.), консул 428/427, консулски военен трибун 425, 420 и 416 пр.н.е.
- Гай Семпроний Атрацин, консул 423 пр.н.е.

Семпронии Софи (от 300 пр.н.е.)
- Публий Семпроний Соф (консул 304 пр.н.е.), консул 304 пр.н.е.
- Публий Семпроний Соф (консул 268 пр.н.е.), консул 268, цензор 252 пр.н.е.

Семпронии Блези
- Гай Семпроний Блез (консул 253 пр.н.е.), консул 253 и 244 пр.н.е.
- Гай Семпроний Блез (народен трибун), народен трибун 211 пр.н.е.
- Тиберий Семпроний Блез (квестор 217 пр.н.е.)
- Публий Семпроний Блез, народен трибун 191 пр.н.е.
- Гней Семпроний Блез (претор), претор 184 пр.н.е.

Семпронии Тудицани (от 3 век пр.н.е.)
- Марк Семпроний Тудицан (консул 240 пр.н.е.), консул 240 пр.н.е.
- Публий Семпроний Тудицан, консул 204 пр.н.е.
- Марк Семпроний Тудицан (консул 185 пр.н.е.), консул 185 пр.н.е.
- Гай Семпроний Тудицан (консул 129 пр.н.е.), консул 129 пр.н.е.

Семпронии Гракхи (от 3 век пр.н.е.)
- Тиберий Семпроний Гракх (консул 238 пр.н.е.), консул 238 пр.н.е.
- Тиберий Семпроний Гракх (консул 215 пр.н.е.), консул 215, 213 пр.н.е.
- Тиберий Семпроний Гракх (консул 177 пр.н.е.), консул 163 пр.н.е.
- Тиберий Семпроний Гракх, народен трибун 133 пр.н.е.
- Гай Семпроний Гракх, народен трибун 123 пр.н.е.
- Тиберий Семпроний Гракх, връзка на Юлия Старша

Семпронии Лонги (от 3 век пр.н.е.)
- Тиберий Семпроний Лонг (консул 218 пр.н.е.), консул 218 пр.н.е.
- Тиберий Семпроний Лонг (консул 194 пр.н.е.), консул 194 пр.н.е.

Семпронии Аселиони (от 2 век пр.н.е.)
- Семпроний Аселион, 160 – 90 пр.н.е., историк

Семпронии Рутил и Руфи
- Гай Семпроний Рутил, народен трибун 189 пр.н.е.
- Семпроний Рутил, легат при Цезар в Галия
- Гай Семпроний Руф, приятел на Цицерон
- Семпроний Руф, приятел на Гай Плиний Млади
- Тит Семпроний Руф, суфектконсул 113 г.

Жени
- Семпрония (сестра на Гракхите) (* 170 – 101 пр.н.е.), дъщеря на Тиберий Семпроний Гракх Старши и Корнелия Африканска, съпруга на Сципион Емилиан
- Семпрония, вероятно дъщеря на Гай Гракх, съпруга на Децим Юний Брут
- Семпрония Тудицани, дъщеря на Семпроний Тудицан, внучка на Гай Семпроний Тудицан, омъжена за Марк Фулвий Бамбалион, майка на Фулвия (* 80; + 40 пр.н.е.; съпруга на Марк Антоний)
- Семпрония, дъщеря на Гай Семпроний Тудицан, съпруга на Луций Хортензий, майка на Квинт Хортензий Хортал
- Семпрония Атрацина, дъщеря на Луций Семпроний Атрацин, първата съпруга на Павел Емилий Лепид